# Yachtdreef

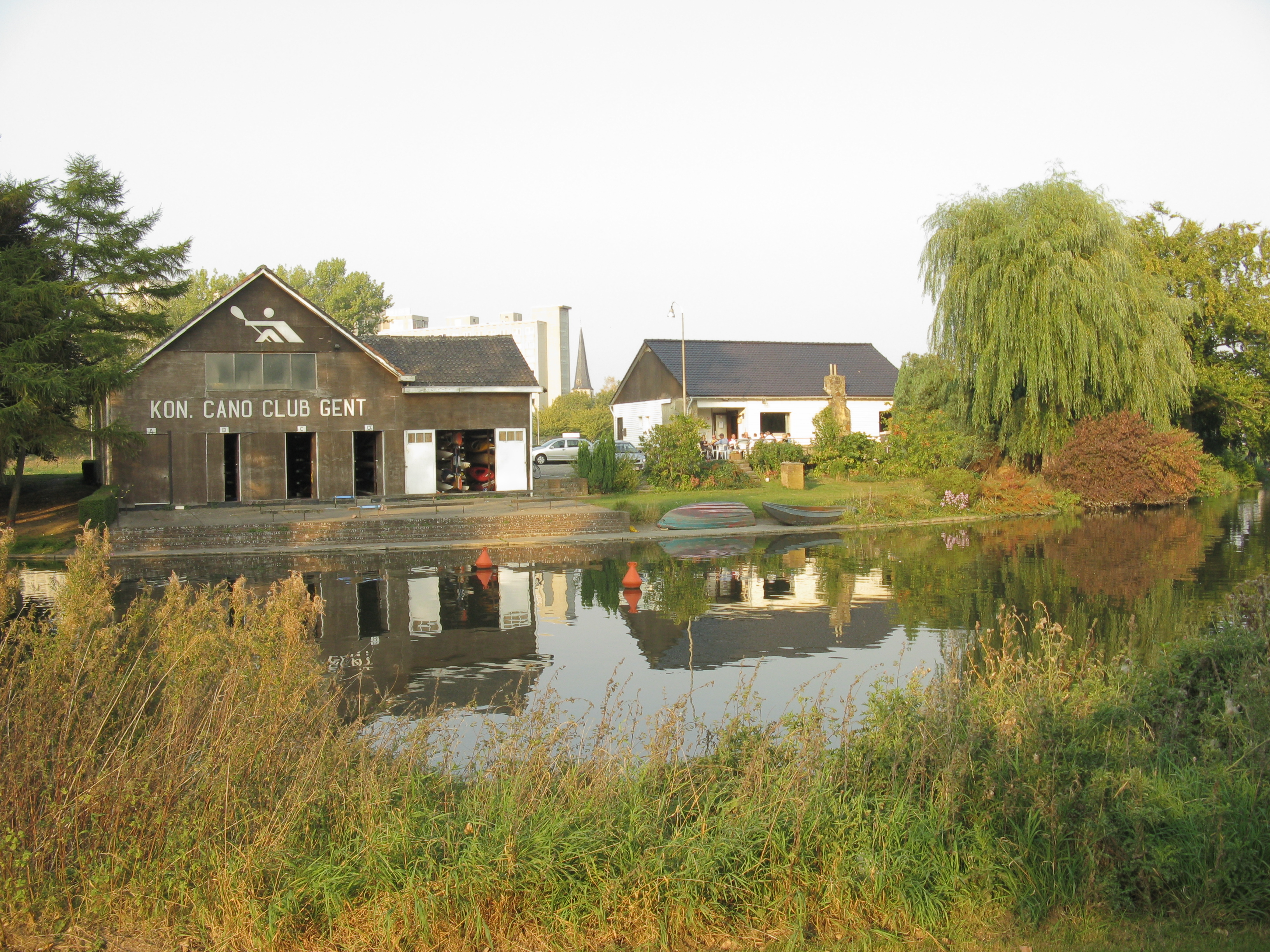
Koninklijke Cano Club Gent

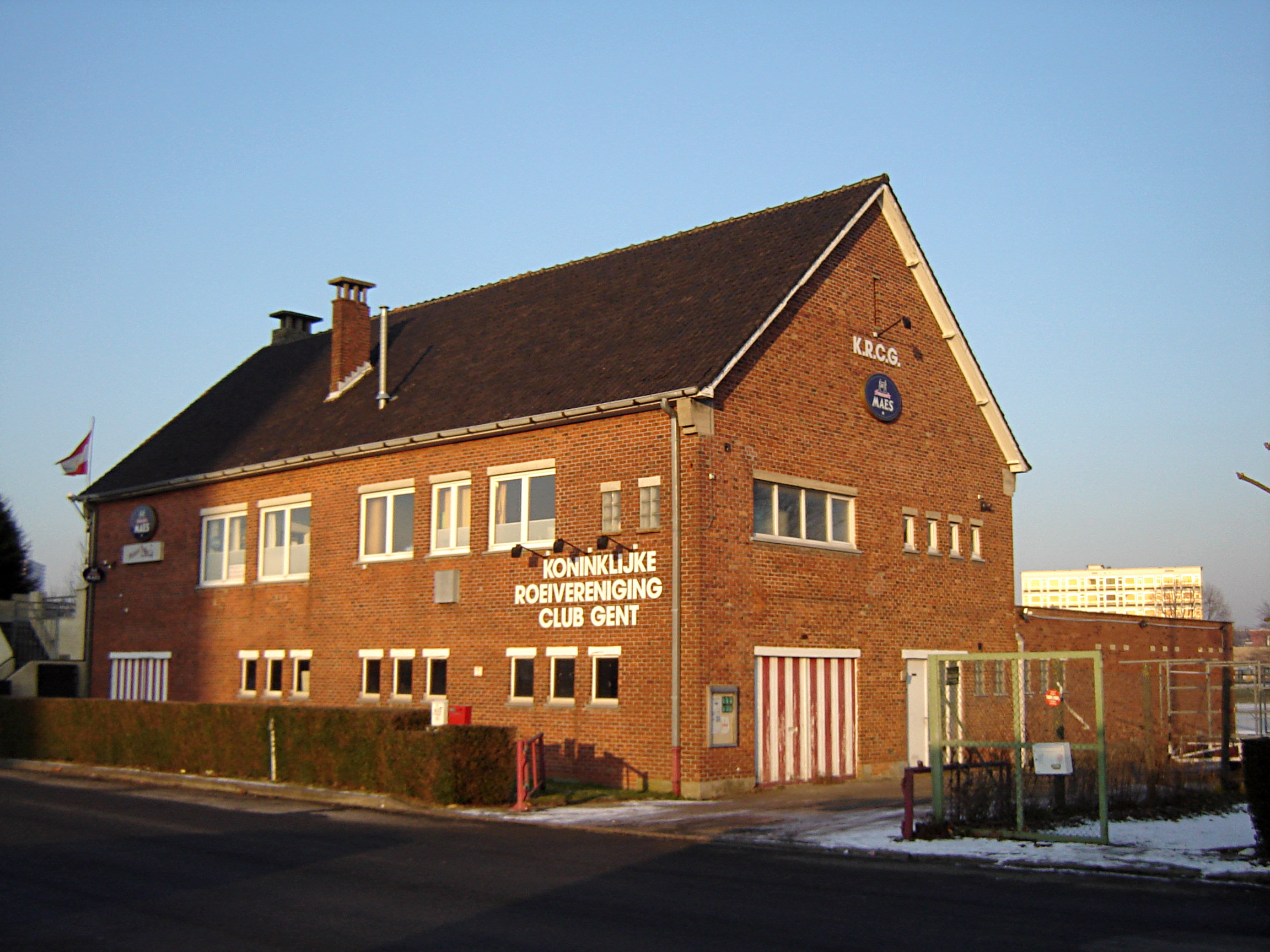
Koninklijke Roeivereniging Club Gent

De Yachtdreef is een straat in de Belgische stad Gent. De korte weg ligt aan de Watersportbaan en biedt toegang tot een deel van de recreatieve infrastructuur en het polyvalent roeicentrum.
De Yachtdreef is een promenade, die werd aangevat in de vroege jaren vijftig van de twintigste eeuw. De dreef eindigt in een zogenaamde "pijpenkop", een straateinde in lusvorm.
Jaarlijks, tijdens de maand september, gaat buurtfeest Watersportbaan hier ook door.
Er is ook veel merkwaardige hoogbouw uit de jaren vijftig en zestig in de omgeving.

## Sport
Bij de Yachtdreef bevinden zich een aantal basketbalvelden en een petanqueaccommodatie. Langs de Watersportbaan staat de aankomsttoren, aan de finishlijn voor roeiwedstrijden. Er is een roeivereniging gevestigd en twee kajak- en kanoclubs. Aan het begin van de straat bevindt zich een groot parkeerterrein.

## Tribune
Tussen de Yachtdreef en de Watersportbaan bevindt zich over een lengte van zo'n 250 meter langs het water een openluchttribune, die kan gebruikt worden tijdens regatta's. Hier bevindt zich ook een aankomsttoren langs de finishlijn. Ook de Kanodreef aan de overzijde heeft deze tribune over dezelfde 250 m afstand.